# Cryphia lichenea
Cryphia lichenea är en fjärilsart som beskrevs av George Francis Hampson 1891. Cryphia lichenea ingår i släktet Cryphia och familjen nattflyn. Inga underarter finns listade i Catalogue of Life.